# Léopard (1727)
Pour les articles homonymes, voir Léopard (homonymie).
Le Léopard est un vaisseau portant 62 canons, construit par B. Coulomb à Toulon en 1726, et lancé en 1727. Il fait partie de ce petit nombre de bâtiments mis sur cale dans les vingt-cinq premières années du règne de Louis XV, période de paix marquée par de faibles crédits pour la Marine. Le vaisseau sert en Méditerranée dans les années 1730 puis dans l’Atlantique lors de la guerre de Succession d'Autriche et au début de la guerre de Sept Ans.

## Caractéristiques générales
Bien que portant 62 canons sur deux ponts, il est différent de la classe dite des « vaisseaux de 64 canons » qui sort des arsenaux à partir du milieu des années 1730 et dont la conception est différente. Percé à 12 sabords (contre 13 pour les 64 canons), le Léopard porte 24 canons de 24 livres sur sa batterie basse, 26 canons de 12 sur sa deuxième batterie et 12 canons de 6 sur les gaillards.

## Les premières campagnes
A l’été 1728, le Léopard est requis pour faire partie de la petite flotte qui quitte Toulon pour aller lutter contre les barbaresques de Tunis et de Tripoli. C'est ainsi qu'il est présent au bombardement de Tripoli, du 20 au 27 juillet. Malgré la destruction de la ville, l'expédition n'apporte pas de solution diplomatique au problème de la course musulmane en Méditerranée.  
En 1731, le Léopard fait partie de la division de quatre vaisseaux armée à Toulon sous les ordres du lieutenant général Duguay-Trouin. Celui-ci, qui monte l'Espérance, est chargé, encore une fois, de faire une croisière contre les Barbaresques. Le Léopard appareille de Toulon le 3 juin et mouille devant Alger avec les autres vaisseaux. Il n'y a aucun combat. Après une visite à Tripoli, le 13 juillet, la campagne se termine par une visite aux échelles du Levant, à Chypre, à Rhodes. 

## Guerre de Succession d’Autriche et guerre de Sept ans

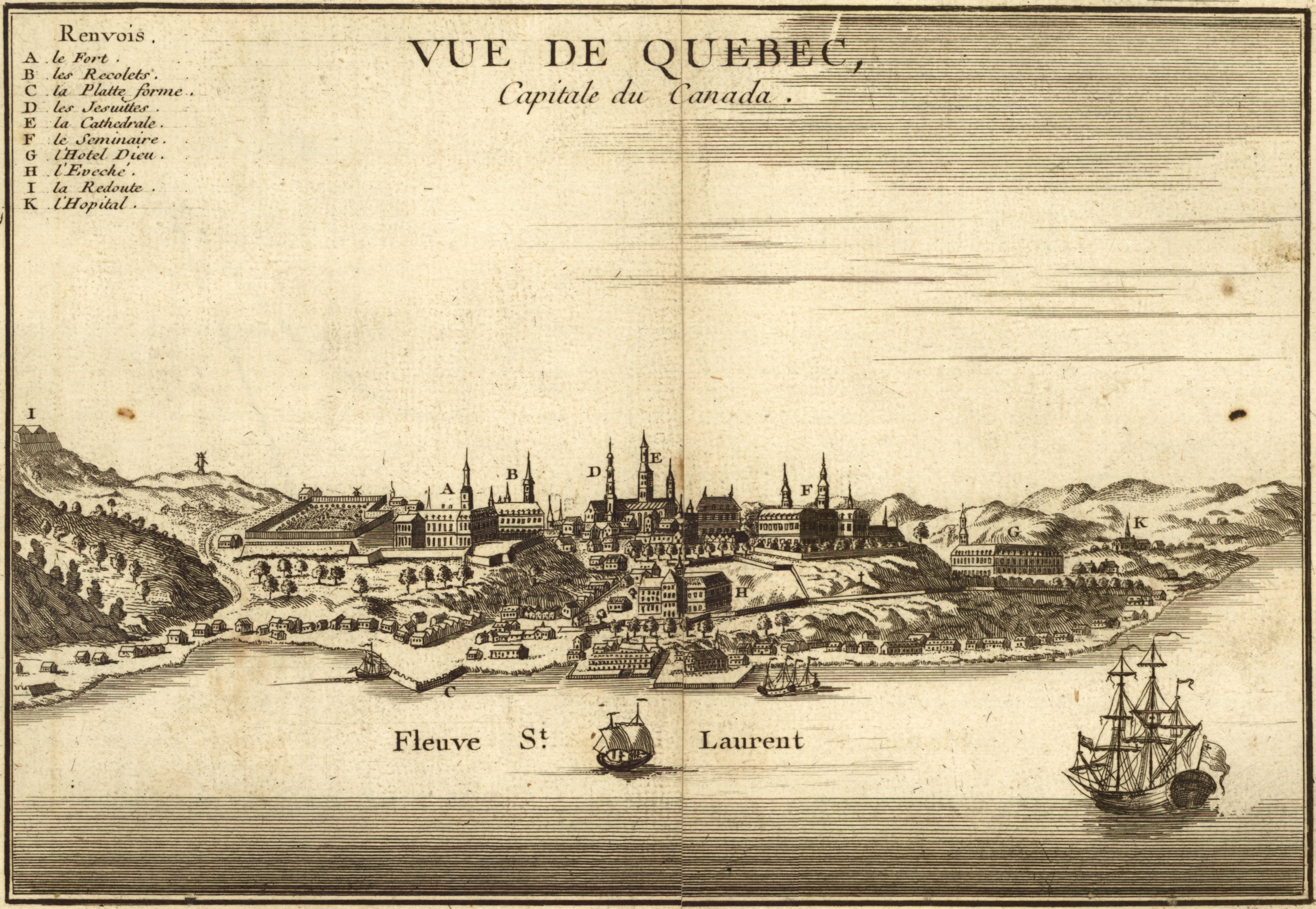
Vue de Québec en 1755. Le Léopard participe deux fois à son ravitaillement et y est démantelé.

En 1744, la guerre navale reprend entre la France et l’Angleterre. Le Léopard n’est pas engagé dans la bataille de Toulon qui ouvre les hostilités en février, ni dans la tentative de débarquement en Angleterre menée au même moment. En 1746, le Léopard fait partie de la grande expédition sous les ordres du duc d’Anville chargée de reprendre le port de Louisbourg dont les Anglais s’étaient emparés l’année précédente. Le navire est sous les ordres de monsieur de Sorgues. Le 13 septembre 1746, une tempête disperse l’escadre alors qu’elle est en vue des côtes américaines. Le Léopard, en compagnie d’un autre vaisseau, ne réussit à rallier le navire amiral en baie de Chibouctou que le 27 septembre. Comme le reste de l’escadre, son équipage est décimé par l’épidémie de typhus et le manque de vivres frais. Le 27 octobre, après une nouvelle tempête, le Léopard reçoit l’ordre de rentrer en France. Le 11 décembre 1746, il arrive à l’île-d'Aix. 
En 1755, lorsque débute la guerre de Sept Ans, le Léopard est commandé Monsieur de Saint-Lazare. Le navire est converti en flûte avec seulement 22 canons dans l'escadre de Dubois de La Motte qui transporte d'importants renforts pour le Canada. Il embarque des régiments de Guyenne (quatre compagnies), et de Béarn (quatre compagnies). La mission est menée à bien malgré la tentative d’interception par l’escadre de Boscawen et il rentre en France dans le courant de l'année.
En 1756, le Léopard est de nouveau requis pour transporter des renforts au Canada. Il s'agit des régiments de La Sarre et de Royal-Roussillon, soit 1 500 hommes avec leur chef le marquis de Montcalm. Sous les ordres de Monsieur Germain, il est intégré à une petite division comprenant deux autres vaisseaux et trois frégates. Comme les autres vaisseaux, il est armé en flûte. La mission se déroule sans encombre : il quitte Brest au début d'avril et arrive à Québec le 11 mai où les renforts sont débarqués.
C’est sa dernière mission. Le Léopard arrive à sa vingt-neuvième année de service. Il est déclassé et démantelé à Québec. Une partie de son équipage est affectée à la défense de la colonie.